# 佐々郵便局
佐々郵便局（さざゆうびんきょく）は、長崎県北松浦郡佐々町にある郵便局。民営化前の分類では集配特定郵便局であった。

## 概要
住所：〒857-0399 長崎県北松浦郡佐々町本田原免188番地7
佐々町の中心街、町役場近くにある。

## 沿革
- 1874年（明治7年）12月16日 - 佐々郵便役所[1]として古川免に開局。
- 1875年（明治8年）1月1日 - 佐々郵便局（五等）となる。
- 1885年（明治18年）10月1日 - 貯金取扱を開始。
- 1886年（明治19年）5月14日 - 貯金取扱を廃止。
- 1895年（明治28年）7月 - 小包取扱開始。
- 1896年（明治29年）5月1日 - 為替取扱を開始。貯金取扱を再開。
- 1897年（明治30年）2月16日 - 佐々郵便電信局となる。電信取扱開始。
- 1903年（明治36年）4月1日 - 通信官署官制の施行に伴い、佐々郵便局となる。
- 1909年（明治42年）3月11日 - 電話通話業務取扱開始。（交換業務は1913年2月から）
- 1950年（昭和25年）8月19日 - 現在地に新築移転。
- 1950年（昭和25年）11月16日 - 佐々電報電話局の新設により同局に電信電話業務を分離[2]。
- 1956年（昭和31年）10月1日 - 電話通話および和文電報受付事務の取扱を開始[3]。
- 1971年（昭和46年）3月20日 - 改築。
- 2002年（平成14年）6月 - 現在の局舎に改築。
- 2007年（平成19年）10月1日 - 民営化に伴い、郵便事業佐世保支店佐々集配センターに一部業務を移管。
- 2012年（平成24年）10月1日 - 日本郵便株式会社発足に伴い、郵便事業佐世保支店佐々集配センターを佐々郵便局に統合。

## 取扱内容
- 郵便、印紙、ゆうパック、内容証明
- 貯金、為替、振替、振込、国際送金、国債
- 生命保険、バイク自賠責保険
- ゆうちょ銀行ATM
- 北松浦郡佐々町内の集配業務

## 周辺
- 佐々町役場
- 佐々町文化会館
- マックスバリュ佐々店（旧西海ハロー）
- 佐々町立佐々中学校
- 国道204号
- 佐々川

## アクセス
- 松浦鉄道西九州線 佐々駅から徒歩約4分
- 西肥バス 佐々役場停留所下車
- 西九州自動車道 佐世保みなとICから北西へ約16km
- 駐車場あり：7台